# Украина (топоним)
«Украи́на» — историческое название ряда территорий, а также название современного государства Украины.

## Происхождение топонима

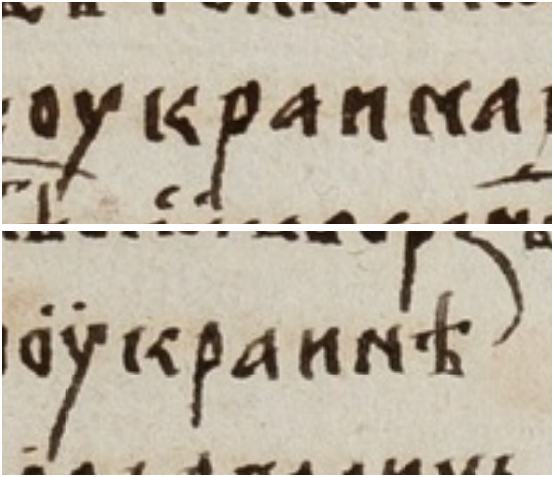
Ипатьевский список Ипатьевской летописи:
под 1187 годом — «ѹкраина» (именительный падеж)
под 1189 годом — «ѹкраинѣ» (дательный падеж)

Слово Украина существовало со времён Киевской Руси — как минимум, с XII века. Впервые оно упоминается в Киевской летописи Ипатьевского свода, известного по спискам XV—XVI веков, под 1187 годом в связи со смертью переяславского князя Владимира Глебовича («ѡ нем же Ѹкраина много постона»), позднее Украина упоминается в той же летописи под 1189 годом («и приѣхавшю же емѹ ко Ѹкраинѣ Галичькои») и в Галицко-Волынской летописи под 1213 годом («и приӕ Берестии и Оугровескъ и Верещинъ и Ст҃олпъ и Комовъ и всю Ѹкраинѹ»). Также в Галицко-Волынской летописи под 1268 годом встречается соответствующий демоним («и зане вѣсть бѧхѹть подали имъ Лѧхове Ѹкраинѧнѣ»).

### Основная версия

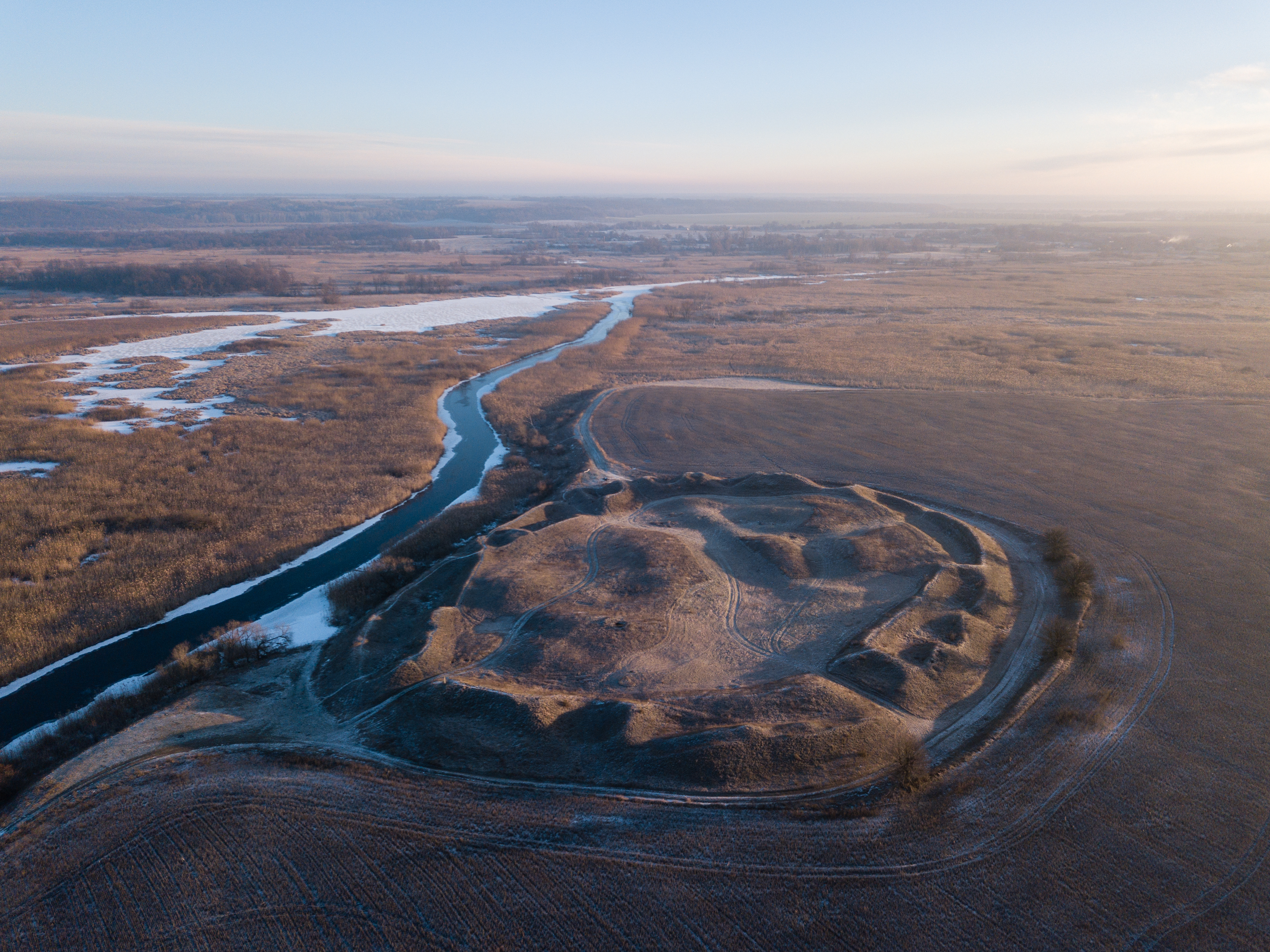
Городище переяславской крепости Полкостень, возле которой в XII веке произошла битва с половцами

Согласно версии, которая поддерживается большинством учёных, название «Украина» связано с пограничьем. Как пишет Андрей Зализняк, оно восходит к древнерусскому слову «укра́ина» — приграничная область, земля у края княжества. Первоначально значение этого слова несколько отличалось от значения слова «окраина», которое относилось к внешней территории по краям, вокруг всей периферии княжества. Слово «украина» изначально применялось к разным приграничным территориям Киевской Руси и отдельных русских княжеств. В этом значении этимология слова Украина рассматривается у российских, а также у украинских и западных учёных, таких как Орест Субтельный, Пол Магочий, Омельян Прицак, Михаил Грушевский, Иван Огиенко, Пётр Толочко и других. Этой версии придерживаются Энциклопедия украиноведения, Этимологический словарь украинского языка и Энциклопедия истории Украины.

#### Эволюция значения
По мнению большинства историков, первые упоминания термина «Ѹкраина» относятся к порубежным территориям Переяславского (Посульская оборонительная линия), Галицкого и Волынского княжеств. Исследователи летописи также считают, что в первой записи под 1187 годом термин использован как синоним переяславцев либо всего половецкого порубежья. В «Слове об идолах» русский книжник XII века писал, что язычество отступило на окраины, где люди продолжали молиться старым богам, но делали это тайно: «…и ныня по украинам их молятся проклятому богу их Перуну, Хорсу и Мокоши и вилам, но творят акы оттай». С того времени и почти до XVII века в письменных источниках это слово употреблялось в значении «пограничные земли», без привязки к какому-либо определённому региону с чёткими границами:183, в том числе и далеко за пределами территории современной Украины, к примеру «псковская украина», «окская украина».

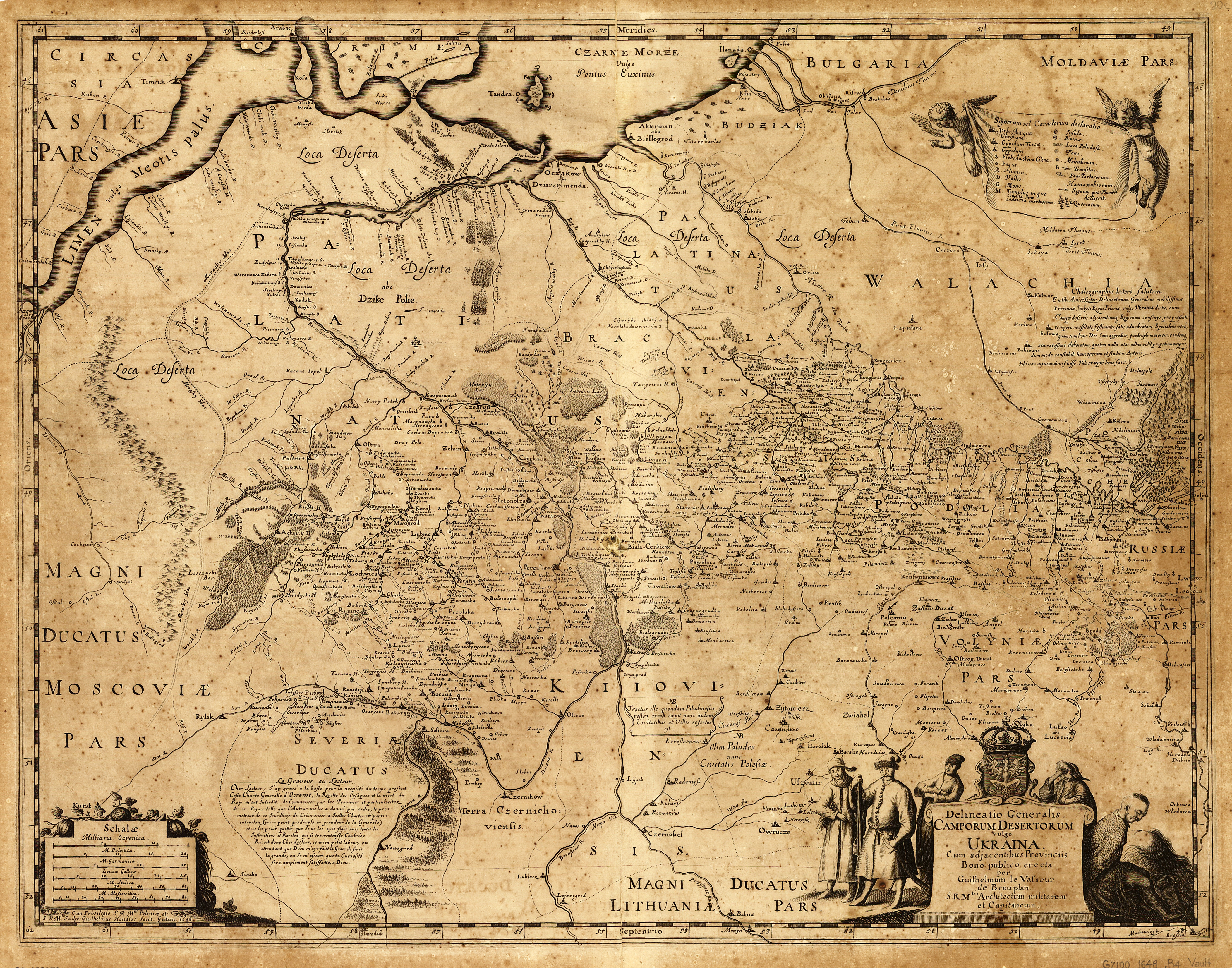
«Общее изображение пустынных равнин, в просторечии называемых Украиной, с прилегающими провинциями». Карта Гийома Боплана 1648 года исполнена по заказу Владислава IV. Север внизу карты

Как сообщается в словаре Брокгауза и Ефрона, часть территории Южной Руси, простирающаяся от Подолья на западе до устья Днепра («очаковского поля») на юге и включающая в себя большую часть земель будущей Екатеринославской губернии на востоке, после вхождения в Речь Посполитую стала неофициально именоваться «Украиной». Связано это было с тем, что данные территории Южной Руси на рубеже со степными пространствами являлись пограничными для Речи Посполитой. Самуил Грондский, польский автор истории восстания Хмельницкого (около 1660 г.), написавший: «Латинское margo (граница, рубеж) по-польски kraj, отсюда Украина — как бы область, расположенная у края (польского) королевства». Толкование слова «Ukraina» как окраинных земель, расположенных на границе польского государства, «у края», приводил и польский историк Юлиан Бартошевич во «Всеобщей энциклопедии» Самуэля Оргельбранда.

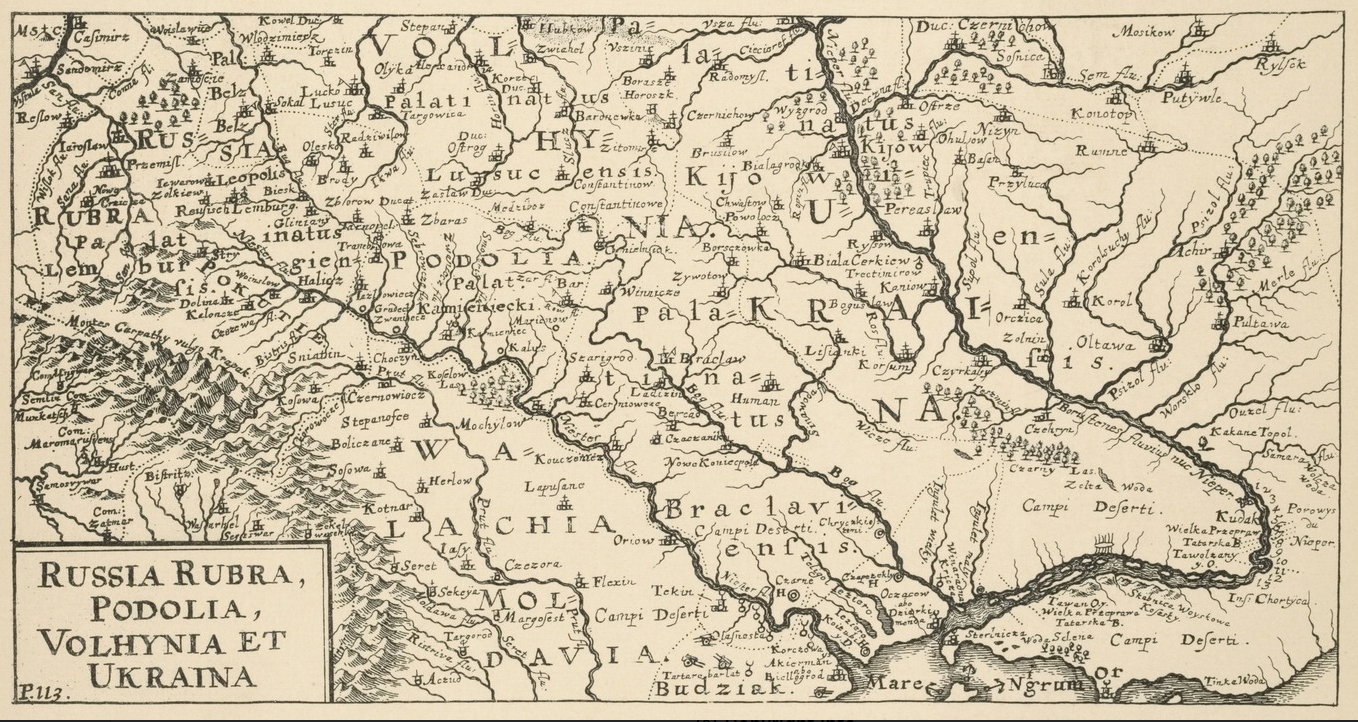
Червонная Русь, Подолье, Волынь и Украина. Карта Якоба фон Зандрарта, 1687

Таким образом, в течение XVI—XVII веков «Украина» становится неофициальным названием конкретного региона, входящего в состав Речи Посполитой, наравне с названиями других южнорусских историко-этнографических регионов (Волынь, Подолье, Покутье, Северщина, Червоная Русь). Оно закрепляется за Средним Приднепровьем (югом Киевского и востоком Брацлавского воеводств) — территорией, контролировавшейся казаками:184. В XV веке жителей Черниговщины, Киевщины, земель Полоцка и Витебска, когда речь шла про периферийные события - пограничные конфликты, стычки с татарами - называли украинными людьми, или украинниками. Географическую, а не этническую привязку этого понятия демонстрирует тот факт, что украинцами в польских источниках называли служилую польскую шляхту на этих территориях Руси.
Во времена восстания Хмельницкого название «Украина» стало применяться в письменных источниках и в произведениях устного народного творчества; пользовался им сам Богдан Хмельницкий и его преемники. Оно, однако, не распространилось на все земли Южной Руси. «Украину» связывали с территориями, подконтрольными казакам. Для Богдана Хмельницкого с точки зрения исторической эрудиции и территориально-политических амбиций, выходящих за рамки подконтрольных ему территорий, более респектабельным и предпочтительным было традиционное название Русь.
В ходе русско-польской войны и Руины (гражданской войны в Гетманщине) начинает увеличиваться население приграничного края Русского государства — Слободской Украины, куда прибывали многие жители правобережья Днепра, спасающиеся от войны и польского гнёта. Так же как и в Поднепровье, прежнее нарицательное слово «украина» (употреблявшееся в Русском государстве также и в словосочетаниях «окская украина», «псковская украина», «сибирская украина») здесь закрепилось в качестве устоявшегося названия.
В XVII—XVIII веках названия «Украина» и «Гетманщина» становятся разговорными синонимами официальных терминов «Войско Запорожское» и «Малороссия». По мере роста национального самосознания местного населения значимость понятия «Украина» повысилась, и само слово стало восприниматься не только как географический термин, но отчасти и как название этнического пространства. Особенно заметно это стало к концу XIX века:186. Согласно мнению А. П. Пономарёва, на рубеже XIX и XX веков термин «Украина» как название всей этнической территории стал полностью самостоятельным и самодостаточным, вытеснив другие самоназвания, которые с тех пор употреблялись только на региональном уровне:186.

### Альтернативные версии
Некоторые украинские историки и лингвисты придерживаются версии, что в самоназвании «Украина» слово «край» актуализировано не в значении «порубежье», «граница», а в энантиосемичном ему значении «страна», «(родная) сторона», «земля, заселённая своим народом», аналогично бесприставочному «краина» (совр. укр. країна, страна). При этом, по мнению ряда исследователей, разные приставочные образования «украина» и «окраина» сосуществовали, принципиально различаясь по смыслу, что закрепилось в XV—XVI веках в различии ударений «Украи́на» — но «окра́ина», «укра́ина» при разделении украинского, русского и белорусского языков. К сторонникам такой версии относятся Николай Андрусяк, Сергей Шелухин, Григорий Пивторак, Виталий Скляренко, Федор Шевченко, Наталья Яковенко. Она, в частности, приводится в некоторых школьных учебниках по истории Украины.
В то же время украинский историк Даниил Стаценко указывает на тот факт, что в древнерусских летописях ни разу не употребляется словосочетание «Русская украина» вместо распространённого термина «Русская земля». Это, по его мнению, свидетельствует о том, что термин «Украина» не имел значения «земля».

### Рецепция версий
Российский славист Андрей Зализняк, поддерживавший основную академическую версию, в своей лекции, прочитанной на фестивале мировых идей «Вокруг Света», критиковал лингвистов-любителей за поиски альтернативных объяснений, которые связывает с «неприятностью» национального названия Украина, «в котором содержится намёк на то, что это периферийная часть чего-то другого». Украинский историк Кирилл Галушко связывает чувство дискомфорта за подобное национальное название с распространённым среди украинцев комплексом неполноценности, однако не видит для этого объективных оснований. Первая летописная «украина» означала пограничье не каких-либо имперских образований, а Русской земли в узком смысле, то есть Южной Руси, чья граница со степью и кочевым миром пролегала близко от её центров. Таким образом, данный термин является для Среднего Поднепровья своим, а не принесённым извне и унизительным.
Украинский историк Алла Фёдорова считает, что трактовки «окраина/пограничье» придерживаются «многие российские и польские историки» для обоснования великодержавной политики по отношению к Украине. Тезис о политизации данного вопроса поддерживает и украинская оппонентка «пограничной» версии, филолог Инна Хоменская, называя её «недостаточно обоснованной».

## Предложное управление
В норме русского языка, сложившейся к концу XX века, был зафиксирован оборот «на Украине», возможно, украинизм по происхождению, который в настоящее время является нормативным в России, в то время как на Украине в различных речевых ситуациях используются оба варианта: «в Украине» и «на Украине».

### Вариативность
В XXI веке в различных вариантах современного русского языка выбор предлогов «на»/«в», «с»/«из» перед названием Украины также многовариантен: так, в украинском варианте русского языка нормой является «в Украине», в российском варианте нормой является «на Украине».
Профессор Владимир Лопатин указывает на то, что исторически нормативным является употребление «на Украину», «с Украины», «на Украине», но «в государстве Украина». В новом издании справочника Дитмара Розенталя[уточнить], вышедшем в 2003 году после смерти автора под редакцией Ирины Голуб, утверждается, что для всех административно-географических наименований следует использовать предлог «в», в том числе и «в Украине», при этом в старой редакции справочника было дано специальное уточнение: «Сочетание на Украине возникло под влиянием украинского языка (ср.: на Полтавщине, на Черниговщине)». Кроме того, выбор предлога зависит от функционального стиля речи — в российском варианте русского употребление «на Украине» чаще встречается в устной разговорной речи, чем в текстах, а в периоды охлаждений отношений российско-украинских отношений — и в публицистике.

### Политическиеконнотациивариантов
В начале XXI века в российском варианте русского языка выбор предлога «на»/«в» стал политически коннотированным: так, в период нормализаций российско-украинских отношений частотность варианта «в Украине» в выступлениях первых лиц РФ оказывалась значительно выше, чем в периоды обострения; в конфликтные периоды вариант с предлогом «в» практически полностью вытесняется вариантом «на Украине».
При этом в официальном ответе Института русского языка РАН имени Виноградова, подписанном кандидатом филологических наук О. М. Грунченко, отмечается, что форма «на Украине» являлась единственной нормативной до 1992, а конструкция «в Украине» была введена ввиду того, что «в 1993 Правительство Украины потребовало признать нормативными для русского языка варианты в Украину (соответственно из Украины)», чтобы получить «лингвистическое подтверждение своего статуса независимого государства, а не подчинённого региона». В то же самое время «путь вводимого исключительно по политическим соображениям в речевую практику варианта оказался отнюдь не простым»: как отмечается в указанном документе, «в текстах, предназначенных для адресатов-украинцев», допустима политкорректная форма с предлогом «в», а в устной разговорной речи и даже в публицистике «сохраняется традиционная литературная норма – то есть жить на Украине, приехать с Украины».
Кандидат исторических наук С. М. Шамин в работе, опубликованной в 2012 году, утверждает, что первоначальное распространение конструкций «в Украину» и «из Украины» связано с проникновением в русский язык топонима Украина в значении, близком нынешнему, а процесс замены предлогов лучше всего заметен в обзорах европейской прессы («курантах»), которые Посольский приказ составлял для царя и бояр. Рассмотрев куранты с начала их составления до 1672 года, он обнаружил, что Украина как топоним впервые отмечена в них в 1644 году, а предлоги «на/с» и «в/из» встречались на протяжении всего проанализированного периода. В то же время, отмечает исследователь, доля второго варианта постоянно росла. Первоначально, по мнению исследователя, варианты несколько отличались по употреблению, но впоследствии, во времена Петра I, в обращении равноправно присутствовали оба типа конструкций — и новые, с предлогами «в/из», и традиционные, с «на/с». В частности, оба из них присутствуют и в «Гистории Свейской войны», и в «Письмах и бумагах Петра Великого». Сосуществование двух вариантов продолжалось и XIX веке, но в первой половине XX века предлоги «в/из» резко сдают позиции. Пытаясь объяснить происшедшее, исследователь выдвигает предположение, согласно которому подъём украинского национального движения в период революционных событий начала XX века привёл к тому, что идеологический смысл стали отыскивать в конструкциях, в которых его изначально не было: 

«На Украине» стало символом братства, особых отношений между двумя народами, а «в Украине» подчеркивало независимость украинцев.
 Исследователь заявляет, что второй вариант не вписывался в идеологические рамки новой власти и ссылается на Конституцию Украинской ССР 1919 года, в которой употребляется предлог «на»; других фактических подкреплений своего предположения исследователь не приводит. Как бы там ни было, конструкция «на Украине» стала единственным нормативным написанием в СССР, а вариант с предлогом «в» вновь стал актуален лишь в 1990-х годах. Исследователь характеризует спор о предлогах как «не лингвистический, а политический, психологический и мировоззренческий», предлагая решать его вместе с другими проблемами российско-украинских отношений и допуская, что «остроту проблемы могло бы сгладить возвращение к исторически существовавшему равноправию обоих написаний и отказ от поиска в них идеологической составляющей», которой изначально не существовало. Однако очевидно, что существующее на сегодняшний день мировоззренческое противостояние лишь усиливает проблему выбора.
Российский лингвист Юрий Прохоров отметил существование теории, согласно которой «на Украине» употребляют говорящие на русском языке в России, а «в Украине» используется в украинском варианте русского языка.